# Mistrzostwa Europy U-19 w Piłce Nożnej Kobiet 2023 (eliminacje)
Eliminacje do Mistrzostw Europy U-19 w piłce nożnej rozpoczęły się 4 października 2022, a zakończyły się 11 kwietnia 2023. Eliminacje miały na celu wyłonienie siedmiu drużyn, które obok gospodarza, reprezentacji Belgii zagrają w turnieju finałowym. Piłkarki mające mniej niż 19 lat są dopuszczone do gry.

## Format eliminacji
Eliminacje są podzielone na dwie rundy. W Lidze A znajdują się drużyny wg poprzednich eliminacji lepsze, a w Lidze B - słabsze. Odpowiednie miejsce w danej grupie daje awans do określonej ligi w danej rundzie.
| Runda 1             | Runda 2             | Runda 2            | Turniej główny       |
| ------------------- | ------------------- | ------------------ | -------------------- |
| Liga A (28 drużyn)  | Liga B (24 drużyny) | Liga A (28 drużyn) | (8 drużyn), w Belgii |
| Liga B (24 drużyny) | Liga B (24 drużyny) | Liga A (28 drużyn) | (8 drużyn), w Belgii |

## Losowanie grup Rundy 1
Losowanie zostało przeprowadzone dnia 31 maja 2021.

### Liga A
Grało tutaj 28 zespołów, które grały w poprzedniej edycji w Lidze A, oraz zespoły, które w zeszłej edycji awansowały z Ligi B. Gwiazdką zaznaczono drużyny, które awansowały do Ligi A.
Uwaga! Belgia miała zapewnione miejsce w turnieju, niezależnie od wyniku w eliminacjach.
| Koszyk 1                                                                                   |
| ------------------------------------------------------------------------------------------ |
| Francja U-19 Anglia U-19 Włochy U-19 Szwecja U-19 Norwegia U-19 Hiszpania U-19 Niemcy U-19 |

| Koszyk 2                                                                                  |
| ----------------------------------------------------------------------------------------- |
| Holandia U-19 Finlandia U-19 Austria U-19 Węgry U-19 Dania U-19 Irlandia U-19 Belgia U-19 |

| Koszyk 3                                                                                       |
| ---------------------------------------------------------------------------------------------- |
| Walia U-19 Szwajcaria U-19 Polska U-19 Grecja U-19 Portugalia U-19 Ukraina U-19 Słowacja U-19* |

| Koszyk 4                                                                                                |
| --- |
| Szkocja U-19* Słowenia U-19* Serbia U-19* Izrael U-19* Irlandia Północna U-19* Malta U-19* Turcja U-19* |

### Liga B
Grały tutaj 24 zespoły, które grały w poprzedniej edycji w Lidze B, oraz zespoły, które w zeszłej edycji spadły z Ligi A. Gwiazdką zaznaczono drużyny, które spadły do Ligi B.
| Koszyk 1 |
| --- |
| Bułgaria U-19* Islandia U-19* Czechy U-19* Chorwacja U-19* Bośnia i Hercegowina U-19* Rumunia U-19* Białoruś U-19* |

| Koszyk 2                                                                                             |
| --- |
| Macedonia Północna U-19 Kosowo U-19 Andora U-19 Litwa U-19 Łotwa U-19 Azerbejdżan U-19 Mołdawia U-19 |

| Koszyk 3 |
| --- |
| Gruzja U-19 Kazachstan U-19 Albania U-19 Cypr U-19 Czarnogóra U-19 Wyspy Owcze U-19 Estonia U-19 Liechtenstein U-19 Armenia U-19 Gibraltar U-19 |

## Runda 1
W przypadku równej liczby punktów, zespoły są klasyfikowane według następujących zasad.
1. liczba punktów zdobytych w meczach między tymi drużynami,
2. różnica bramek strzelonych w meczach tych drużyn,
3. bramki zdobyte w meczach tych drużyn,
4. bramki na wyjeździe zdobyte w meczach tych drużyn,
5. jeśli więcej niż dwie drużyny miały identyczny dorobek i po zastosowaniu powyższych zasad wciąż co najmniej dwie drużyny mają identyczny dorobek, powyższe zasady stosuje się ponownie tylko dla zainteresowanych drużyn. Jeśli nie da to rozstrzygnięcia i wciąż dwie drużyny będą miały identyczny dorobek stosuje się zasady poniżej,
6. różnica bramek we wszystkich meczach grupowych,
7. liczba strzelonych bramek we wszystkich meczach grupowych,
8. liczba strzelonych bramek we wszystkich meczach wyjazdowych,
9. liczba wygranych meczów w fazie grupowej,
10. liczba wygranych meczów wyjazdowych w fazie grupowej,
11. liczba kar indywidualnych we wszystkich meczach (1 punkt za żółtą kartkę, 3 punkty za czerwoną kartkę (również tę za dwie żółte kartki)),
12. pozycja w rankingu UEFA.

Legenda do tabelek
- Pkt – liczba punktów
- M – liczba meczów
- W – wygrane
- R – remisy
- P – porażki
- Br+ – bramki zdobyte
- Br- – bramki stracone
- +/- – różnica bramek

### Grupa A1
| Reprezentacja   | M | W | R | P | Br+ | Br- | +/- | Pkt. |
| --------------- | - | - | - | - | --- | --- | --- | ---- |
| Hiszpania U-19  | 3 | 3 | 0 | 0 | 15  | 0   | +15 | 9    |
| Finlandia U-19  | 3 | 2 | 0 | 1 | 7   | 2   | +5  | 6    |
| Szwajcaria U-19 | 3 | 1 | 0 | 2 | 3   | 9   | -6  | 3    |
| Szkocja U-19    | 3 | 0 | 0 | 3 | 0   | 14  | -14 | 0    |

### Grupa A2
| Reprezentacja | M | W | R | P | Br+ | Br- | +/- | Pkt. |
| ------------- | - | - | - | - | --- | --- | --- | ---- |
| Holandia U-19 | 3 | 2 | 1 | 0 | 9   | 1   | +8  | 7    |
| Szwecja U-19  | 3 | 2 | 0 | 1 | 3   | 2   | +1  | 6    |
| Grecja U-19   | 3 | 1 | 1 | 1 | 3   | 3   | 0   | 4    |
| Turcja U-19   | 3 | 0 | 0 | 3 | 0   | 9   | -9  | 0    |

### Grupa A3
| Reprezentacja | M | W | R | P | Br+ | Br- | +/- | Pkt. |
| ------------- | - | - | - | - | --- | --- | --- | ---- |
| Serbia U-19   | 3 | 2 | 1 | 0 | 10  | 6   | +4  | 7    |
| Włochy U-19   | 3 | 2 | 1 | 0 | 7   | 4   | +3  | 7    |
| Węgry U-19    | 3 | 1 | 0 | 2 | 6   | 6   | 0   | 3    |
| Walia U-19    | 3 | 0 | 0 | 3 | 3   | 10  | -7  | 0    |

### Grupa A4
| Reprezentacja | M | W | R | P | Br+ | Br- | +/- | Pkt. |
| ------------- | - | - | - | - | --- | --- | --- | ---- |
| Dania U-19    | 3 | 2 | 1 | 0 | 11  | 2   | +9  | 7    |
| Anglia U-19   | 3 | 2 | 1 | 0 | 9   | 1   | +8  | 7    |
| Słowenia U-19 | 3 | 1 | 0 | 2 | 2   | 10  | -8  | 3    |
| Słowacja U-19 | 3 | 0 | 0 | 3 | 2   | 11  | -9  | 0    |

### Grupa A5
| Reprezentacja          | M | W | R | P | Br+ | Br- | +/- | Pkt. |
| ---------------------- | - | - | - | - | --- | --- | --- | ---- |
| Francja U-19           | 3 | 3 | 0 | 0 | 9   | 2   | +7  | 9    |
| Polska U-19            | 3 | 1 | 1 | 1 | 10  | 4   | +6  | 4    |
| Irlandia U-19          | 3 | 1 | 1 | 1 | 2   | 2   | 0   | 4    |
| Irlandia Północna U-19 | 3 | 0 | 0 | 3 | 1   | 14  | -13 | 0    |

### Grupa A6
| Reprezentacja | M | W | R | P | Br+ | Br- | +/- | Pkt. |
| ------------- | - | - | - | - | --- | --- | --- | ---- |
| Austria U-19  | 3 | 2 | 1 | 0 | 6   | 3   | +3  | 7    |
| Niemcy U-19   | 3 | 2 | 0 | 1 | 8   | 3   | +5  | 6    |
| Ukraina U-19  | 3 | 0 | 2 | 1 | 2   | 3   | -1  | 2    |
| Izrael U-19   | 3 | 0 | 1 | 2 | 1   | 8   | -7  | 1    |

### Grupa A7
| Reprezentacja   | M | W | R | P | Br+ | Br- | +/- | Pkt. |
| --------------- | - | - | - | - | --- | --- | --- | ---- |
| Norwegia U-19   | 3 | 2 | 1 | 0 | 13  | 2   | +11 | 7    |
| Portugalia U-19 | 3 | 2 | 0 | 1 | 7   | 2   | +5  | 6    |
| Belgia U-19     | 3 | 1 | 1 | 1 | 8   | 2   | +6  | 4    |
| Malta U-19      | 3 | 0 | 0 | 3 | 0   | 22  | -22 | 0    |

### Grupa B1
| Reprezentacja    | M | W | R | P | Br+ | Br- | +/- | Pkt. |
| ---------------- | - | - | - | - | --- | --- | --- | ---- |
| Chorwacja U-19   | 3 | 3 | 0 | 0 | 7   | 0   | +7  | 9    |
| Czarnogóra U-19  | 3 | 2 | 0 | 1 | 3   | 6   | -3  | 6    |
| Cypr U-19        | 3 | 1 | 0 | 2 | 4   | 2   | +2  | 3    |
| Azerbejdżan U-19 | 3 | 0 | 0 | 3 | 1   | 7   | -6  | 0    |

### Grupa B2
| Reprezentacja | M | W | R | P | Br+ | Br- | +/- | Pkt. |
| ------------- | - | - | - | - | --- | --- | --- | ---- |
| Rumunia U-19  | 3 | 3 | 0 | 0 | 11  | 0   | +11 | 9    |
| Albania U-19  | 3 | 2 | 0 | 1 | 4   | 3   | +1  | 6    |
| Łotwa U-19    | 3 | 1 | 0 | 2 | 14  | 4   | +10 | 3    |
| Armenia U-19  | 3 | 0 | 0 | 3 | 0   | 22  | -22 | 0    |

### Grupa B3
| Reprezentacja      | M | W | R | P | Br+ | Br- | +/- | Pkt. |
| ------------------ | - | - | - | - | --- | --- | --- | ---- |
| Islandia U-19      | 3 | 3 | 0 | 0 | 15  | 0   | +15 | 9    |
| Wyspy Owcze U-19   | 3 | 2 | 0 | 1 | 7   | 5   | +2  | 6    |
| Litwa U-19         | 3 | 0 | 1 | 2 | 1   | 6   | -5  | 1    |
| Liechtenstein U-19 | 3 | 0 | 1 | 2 | 0   | 12  | -12 | 1    |

### Grupa B4
| Reprezentacja             | M | W | R | P | Br+ | Br- | +/- | Pkt. |
| ------------------------- | - | - | - | - | --- | --- | --- | ---- |
| Bośnia i Hercegowina U-19 | 2 | 2 | 0 | 0 | 10  | 4   | +6  | 6    |
| Mołdawia U-19             | 2 | 1 | 0 | 1 | 7   | 4   | +3  | 3    |
| Estonia U-19              | 2 | 0 | 0 | 2 | 3   | 12  | -9  | 0    |

### Grupa B5
| Reprezentacja  | M | W | R | P | Br+ | Br- | +/- | Pkt. |
| -------------- | - | - | - | - | --- | --- | --- | ---- |
| Bułgaria U-19  | 2 | 2 | 0 | 0 | 8   | 0   | +8  | 6    |
| Kosowo U-19    | 2 | 1 | 0 | 1 | 7   | 1   | +6  | 3    |
| Gibraltar U-19 | 2 | 0 | 0 | 2 | 0   | 14  | -14 | 0    |

### Grupa B6
| Reprezentacja           | M | W | R | P | Br+ | Br- | +/- | Pkt. |
| ----------------------- | - | - | - | - | --- | --- | --- | ---- |
| Białoruś U-19           | 2 | 1 | 1 | 0 | 5   | 1   | +4  | 4    |
| Macedonia Północna U-19 | 2 | 1 | 1 | 0 | 2   | 1   | +1  | 4    |
| Gruzja U-19             | 2 | 0 | 0 | 2 | 0   | 5   | -5  | 0    |

### Grupa B7
| Reprezentacja   | M | W | R | P | Br+ | Br- | +/- | Pkt. |
| --------------- | - | - | - | - | --- | --- | --- | ---- |
| Czechy U-19     | 2 | 1 | 1 | 0 | 5   | 1   | +4  | 4    |
| Kazachstan U-19 | 2 | 1 | 1 | 0 | 2   | 1   | +1  | 4    |
| Andora U-19     | 2 | 0 | 0 | 2 | 0   | 5   | -5  | 0    |

## Runda 2

### Grupa B1
| Reprezentacja           | M | W | R | P | Br+ | Br- | +/- | Pkt. |
| ----------------------- | - | - | - | - | --- | --- | --- | ---- |
| Izrael U-19             | 3 | 3 | 0 | 0 | 12  | 1   | +11 | 9    |
| Macedonia Północna U-19 | 3 | 2 | 0 | 1 | 8   | 2   | +6  | 6    |
| Gruzja U-19             | 3 | 1 | 0 | 2 | 5   | 8   | -3  | 3    |
| Gibraltar U-19          | 3 | 0 | 0 | 3 | 0   | 14  | -14 | 0    |

### Grupa B2
| Reprezentacja | M | W | R | P | Br+ | Br- | +/- | Pkt. |
| ------------- | - | - | - | - | --- | --- | --- | ---- |
| Turcja U-19   | 3 | 2 | 0 | 1 | 6   | 3   | +3  | 6    |
| Litwa U-19    | 3 | 1 | 1 | 1 | 8   | 4   | +4  | 4    |
| Mołdawia U-19 | 3 | 1 | 1 | 1 | 3   | 7   | -4  | 4    |
| Andora U-19   | 3 | 1 | 0 | 2 | 4   | 7   | -3  | 3    |

### Grupa B3
| Reprezentacja          | M | W | R | P | Br+ | Br- | +/- | Pkt. |
| ---------------------- | - | - | - | - | --- | --- | --- | ---- |
| Irlandia Północna U-19 | 3 | 2 | 0 | 1 | 6   | 3   | +3  | 6    |
| Kosowo U-19            | 3 | 1 | 1 | 1 | 8   | 4   | +4  | 4    |
| Malta U-19             | 3 | 1 | 1 | 1 | 3   | 7   | -4  | 4    |
| Cypr U-19              | 3 | 1 | 0 | 2 | 4   | 7   | -3  | 3    |

### Grupa B4
| Reprezentacja    | M | W | R | P | Br+ | Br- | +/- | Pkt. |
| ---------------- | - | - | - | - | --- | --- | --- | ---- |
| Wyspy Owcze U-19 | 2 | 2 | 0 | 0 | 6   | 2   | +4  | 6    |
| Malta U-19       | 2 | 1 | 0 | 1 | 6   | 5   | +1  | 3    |
| Armenia U-19     | 2 | 0 | 0 | 2 | 1   | 6   | -5  | 0    |

### Grupa B5
| Reprezentacja    | M | W | R | P | Br+ | Br- | +/- | Pkt. |
| ---------------- | - | - | - | - | --- | --- | --- | ---- |
| Czarnogóra U-19  | 2 | 2 | 0 | 0 | 6   | 2   | +4  | 6    |
| Słowacja U-19    | 2 | 1 | 0 | 1 | 6   | 3   | +3  | 3    |
| Azerbejdżan U-19 | 2 | 0 | 0 | 2 | 0   | 7   | -7  | 0    |

### Grupa B6
| Reprezentacja   | M | W | R | P | Br+ | Br- | +/- | Pkt. |
| --------------- | - | - | - | - | --- | --- | --- | ---- |
| Walia U-19      | 2 | 2 | 0 | 0 | 9   | 2   | +7  | 6    |
| Estonia U-19    | 2 | 1 | 0 | 1 | 2   | 4   | -2  | 3    |
| Kazachstan U-19 | 2 | 0 | 0 | 2 | 2   | 7   | -5  | 0    |

### Grupa B7
| Reprezentacja      | M | W | R | P | Br+ | Br- | +/- | Pkt. |
| ------------------ | - | - | - | - | --- | --- | --- | ---- |
| Szkocja U-19       | 2 | 2 | 0 | 0 | 12  | 0   | +12 | 6    |
| Albania U-19       | 2 | 1 | 0 | 1 | 2   | 5   | -3  | 3    |
| Liechtenstein U-19 | 2 | 0 | 0 | 2 | 0   | 9   | -9  | 0    |

### Grupa A1
| Reprezentacja  | M | W | R | P | Br+ | Br- | +/- | Pkt. |
| -------------- | - | - | - | - | --- | --- | --- | ---- |
| Niemcy U-19    | 3 | 3 | 0 | 0 | 17  | 0   | +17 | 9    |
| Irlandia U-19  | 3 | 2 | 0 | 1 | 6   | 7   | -1  | 6    |
| Norwegia U-19  | 3 | 1 | 0 | 2 | 3   | 5   | -2  | 3    |
| Chorwacja U-19 | 3 | 0 | 0 | 3 | 2   | 16  | -14 | 0    |

### Grupa A2
| Reprezentacja   | M | W | R | P | Br+ | Br- | +/- | Pkt. |
| --------------- | - | - | - | - | --- | --- | --- | ---- |
| Czechy U-19     | 3 | 2 | 0 | 1 | 4   | 7   | -3  | 6    |
| Serbia U-19     | 3 | 2 | 0 | 1 | 7   | 6   | +1  | 6    |
| Polska U-19     | 3 | 1 | 1 | 1 | 9   | 5   | +4  | 4    |
| Szwajcaria U-19 | 3 | 0 | 1 | 2 | 1   | 3   | -2  | 1    |

### Grupa A3
| Reprezentacja   | M | W | R | P | Br+ | Br- | +/- | Pkt. |
| --------------- | - | - | - | - | --- | --- | --- | ---- |
| Francja U-19    | 3 | 3 | 0 | 0 | 10  | 1   | +9  | 9    |
| Portugalia U-19 | 3 | 2 | 0 | 1 | 10  | 2   | +8  | 6    |
| Węgry U-19      | 3 | 1 | 0 | 2 | 4   | 8   | -4  | 3    |
| Rumunia U-19    | 3 | 0 | 0 | 3 | 2   | 15  | -13 | 0    |

### Grupa A4
| Reprezentacja  | M | W | R | P | Br+ | Br- | +/- | Pkt. |
| -------------- | - | - | - | - | --- | --- | --- | ---- |
| Hiszpania U-19 | 3 | 3 | 0 | 0 | 15  | 0   | +15 | 9    |
| Anglia U-19    | 3 | 1 | 1 | 1 | 6   | 4   | +2  | 4    |
| Białoruś U-19  | 3 | 1 | 0 | 2 | 5   | 13  | -8  | 3    |
| Słowenia U-19  | 3 | 0 | 1 | 2 | 1   | 10  | -9  | 1    |

### Grupa A5
| Reprezentacja | M | W | R | P | Br+ | Br- | +/- | Pkt. |
| ------------- | - | - | - | - | --- | --- | --- | ---- |
| Islandia U-19 | 3 | 2 | 1 | 0 | 5   | 3   | +2  | 7    |
| Dania U-19    | 3 | 2 | 0 | 1 | 7   | 2   | +5  | 6    |
| Szwecja U-19  | 3 | 1 | 0 | 2 | 6   | 4   | +2  | 3    |
| Ukraina U-19  | 3 | 0 | 1 | 2 | 3   | 12  | -9  | 1    |

### Grupa A6
| Reprezentacja             | M | W | R | P | Br+ | Br- | +/- | Pkt. |
| ------------------------- | - | - | - | - | --- | --- | --- | ---- |
| Austria U-19              | 3 | 3 | 0 | 0 | 10  | 1   | +9  | 9    |
| Włochy U-19               | 3 | 2 | 0 | 1 | 8   | 2   | +6  | 6    |
| Grecja U-19               | 3 | 1 | 0 | 2 | 4   | 10  | -6  | 3    |
| Bośnia i Hercegowina U-19 | 3 | 0 | 0 | 3 | 0   | 9   | -9  | 0    |

### Grupa A7
| Reprezentacja  | M | W | R | P | Br+ | Br- | +/- | Pkt. |
| -------------- | - | - | - | - | --- | --- | --- | ---- |
| Holandia U-19  | 3 | 3 | 0 | 0 | 9   | 1   | +8  | 9    |
| Finlandia U-19 | 3 | 2 | 0 | 1 | 6   | 4   | +2  | 6    |
| Belgia U-19    | 3 | 1 | 0 | 2 | 6   | 5   | +1  | 3    |
| Bułgaria U-19  | 3 | 0 | 0 | 3 | 2   | 13  | -11 | 0    |